# Ельцов, Сергей Константинович
Сергей Константинович Ельцов (1898, Кожиль, Вятская губерния — июнь 1973, Можга, Удмуртская АССР) — советский хозяйственный, государственный и партийный деятель. Участник Гражданской и Советско-польской войн.

## Биография
Сергей Ельцов родился в 1898 году в деревне Кожиль Ключевской волости Глазовского уезда Вятской губернии, ныне деревня входит в Муниципальный округ Глазовский район Удмуртской Республики. Удмурт.
В 1910 году окончил четыре класса в Кожиле.
С ноября 1912 по январь 1917 года — ремонтный рабочий Пермской железной дороги в городе Глазове.
С января 1917 г. служил в Русской императорской армии в городе Шадринске Шадринского уезда Пермской губернии, рядовым 139-го пехотного запасного полка. В октябре 1917 года вступил в Красную гвардию. С февраля 1918 года рядовой-доброволец Рабоче-крестьянской Красной армии.
С апреля по сентябрь 1918 года — ремонтный рабочий Пермской железной дороги на станции Глазов.
С сентября 1918 года — командир отдельного взвода 37-го стрелкового полка 5-й стрелковой дивизии 2-й армии Восточного фронта. Участвовал в Гражданской войне и в подавлении кулацкого восстания.
С апреля 1920 года — помощник командира роты, затем командир роты 37-го стрелкового полка 5-й стрелковой дивизии 15-й армии на Минском направлении Западного фронта. С июня 1920 г. находился на излечении после ранения в госпиталях в Витебске, Москве, Симбирске и Петрограде.
С марта по сентябрь 1922 года член Ключевского волостного исполнительного комитета в деревне Ключи Глазовского уезда Автономной Вотской области.
С сентября 1922 по февраль 1923 года — слушатель совпартшколы 1-й ступени в Ижевске.
С февраля 1923 по август 1924 года — член и председатель Святогорского волостного исполнительного комитета Глазовского уезда Вотской автономной области.
В марте 1923 года стал кандидатом в члены РКП(б), в апреле 1925 года вступил в РКП(б), в декабре 1925 года партия переименована в ВКП(б), в 1952 году партия переименована в КПСС.
С августа 1924 по август 1928 года — студент Коммунистического университета трудящихся Востока имени И. В. Сталина.
С августа 1928 по февраль 1929 года — заведующий учебной частью и преподаватель политической экономии рабочего факультета в Глазове.
С февраля по июнь 1929 года — председатель Можгинского уездного исполнительного комитета Вотской автономной области.
С июня 1929 по апрель 1931 года заведующий областным земельным управлением Вотской автономной области.
С апреля 1931 по декабрь 1934 года — второй секретарь Удмуртского обкома ВКП(б).
С декабря 1934 по март 1936 года — слушатель курсов марксизма-ленинизма в Москве.
С марта по декабрь 1936 года — заведующий сельско-хозяйственным отделом Киргизского обкома ВКП(б) во Фрунзе.
Арестован 1 декабря 1936 года. Приговорён особым совещанием при НКВД СССР 9 сентября 1937 года по обвинению в контр-революционной троцкистской деятельности по уголовно-следственному делу «Троцкистско-националистическая контрреволюционная группа Данилова». Группа создана среди студентов Коммунистического университета трудящихся Востока в 1927 году. В её состав входили С.К. Ельцов, Дмитрий Матвеевич Данилов (1894—1938, директор Ижевского планово-экономического техникума, расстрелян), Андрей Васильевич Поздеев (1904—?, заведующий районным земельным отделом, приговор: 5 лет лишения свободы), Елизавета Ефремовна Вьюгова-Орлова (1901—?, инспектор Наркомата торговли, приговор: 5 лет ссылки), Фаддей Петрович Макаров (1900—1944, директор Удмуртского научно-исследовательского института, приговор: 5 лет, умер в заключении). Группа ставила своей целью захват всех руководящих постов в республике, печати для пропаганды троцкистско-националистических идей, организацию крестьянства на восстание против советской власти. По статьям 58-10 и 58-11 Уголовного кодекса РСФСР приговорен к 8 годам исправительно-трудовых лагерей. Наказание отбывал в Севвостлаге НКВД/МВД СССР и Средне-Бельском ИТЛ Управления МВД Хабаровского края. Освобождён 26 октября 1946 года.
С октября 1946 по март 1947 года — рабочий Можторга.
С марта по июль 1947 г. инспектор и статистик Можгинского маслобойного завода.
С июля 1947 по январь 1948 года — заведующий складом Госсортофонда.
С января по декабрь 1948 года — заведующий складом сырья в Можге.
Арестован по обвинению в участии в троцкистско-националистической организации 28 декабря 1948 года. Приговорен особым совмещением при МГБ СССР 9 февраля 1949 года сослан на спецпоселение. До октября 1954 года рабочий-плотник колхоза «1-е Мая» и промыслового колхоза «Объединенный труд», с октября 1954 года — рабочий промыслового колхоза «Объединенный труд» в Дзержинском районе Красноярского края. Реабилитирован постановлением Президиума Верховного суда Удмуртской АССР 6 февраля по другим данным 8 июня 1956 года. Восстановлен в КПСС решением Красноярского крайкома КПСС 4 августа 1956 года.
В феврале 1956 года — весовщик Можгинского завода дубильных экстрактов.
Сергей Константинович Ельцов умер в июне 1973 года в городе Можге Удмуртской АССР, ныне город республиканского значения Удмуртской Республики.